# Синопское сражение
Сино́пское сраже́ние — разгром турецкой эскадры русским Черноморским флотом 18 (30) ноября 1853 года, под командованием вице-адмирала Павла Нахимова. Сражение произошло в гавани города Синоп на черноморском побережье Турции. Турецкая эскадра была разгромлена в течение нескольких часов.
Вошло в историю как последнее крупное сражение парусных флотов.
Действия русского флота вызвали крайне негативную реакцию в британской прессе и получили название «Синопской резни» (англ. Massacre of Sinope). В конечном итоге это стало поводом для Великобритании и Франции к вступлению в войну (в марте 1854) на стороне Османской империи.
С 1995 года в России дата 1 декабря — День воинской славы России: «День победы русской эскадры под командованием П.С.Нахимова над турецкой эскадрой у мыса Синоп (1853 год)».

## Ход сражения

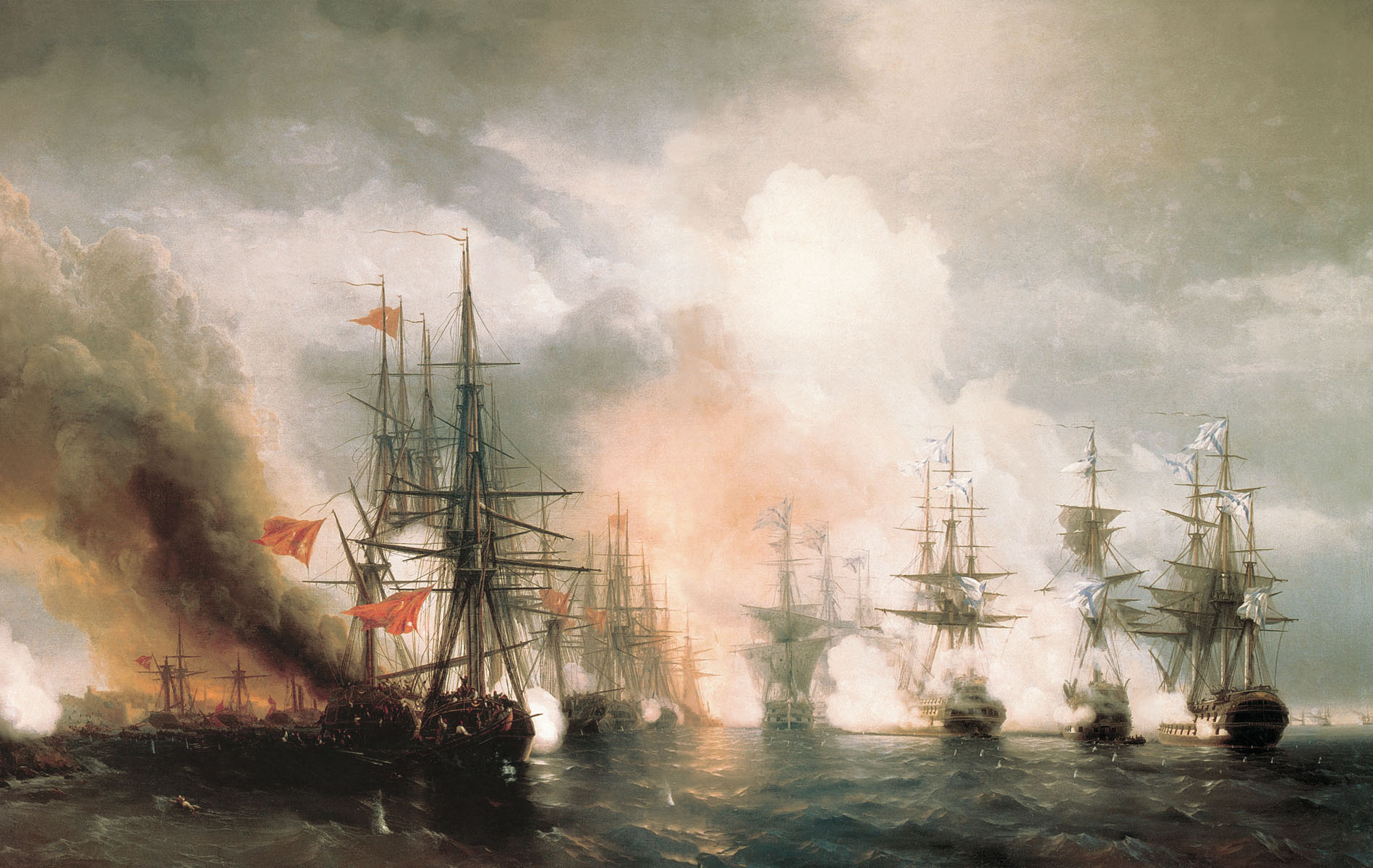
И. К. Айвазовский. «Синопский бой». 1853. Холст, масло. 220 × 400 см. Центральный военно-морской музей, Санкт-Петербург

Вице-адмирал Павел Нахимов, имея под своей командой 84-пушечные линейные корабли «Императрица Мария», «Чесма» и «Ростислав», был послан морским министром князем Меншиковым к берегам Анатолии: поступили сведения, что турки в Синопе готовят силы для высадки десанта у Сухума и Поти.
Подойдя к Синопу 11 (23) ноября, Нахимов обнаружил в бухте отряд турецких кораблей под защитой 6 береговых батарей и решился блокировать порт, чтобы с прибытием из Севастополя подкреплений атаковать неприятеля.
16 (28) ноября к отряду Нахимова присоединилась эскадра контр-адмирала Фёдора Новосильского (120-пушечные линейные корабли «Париж», «Великий князь Константин» и «Три святителя», фрегаты «Кагул» и «Кулевчи»). Предполагалось, что турки могли быть усилены союзным англо-французским флотом, расположившимся в бухте Бешик-Кертез (пролив Дарданеллы).

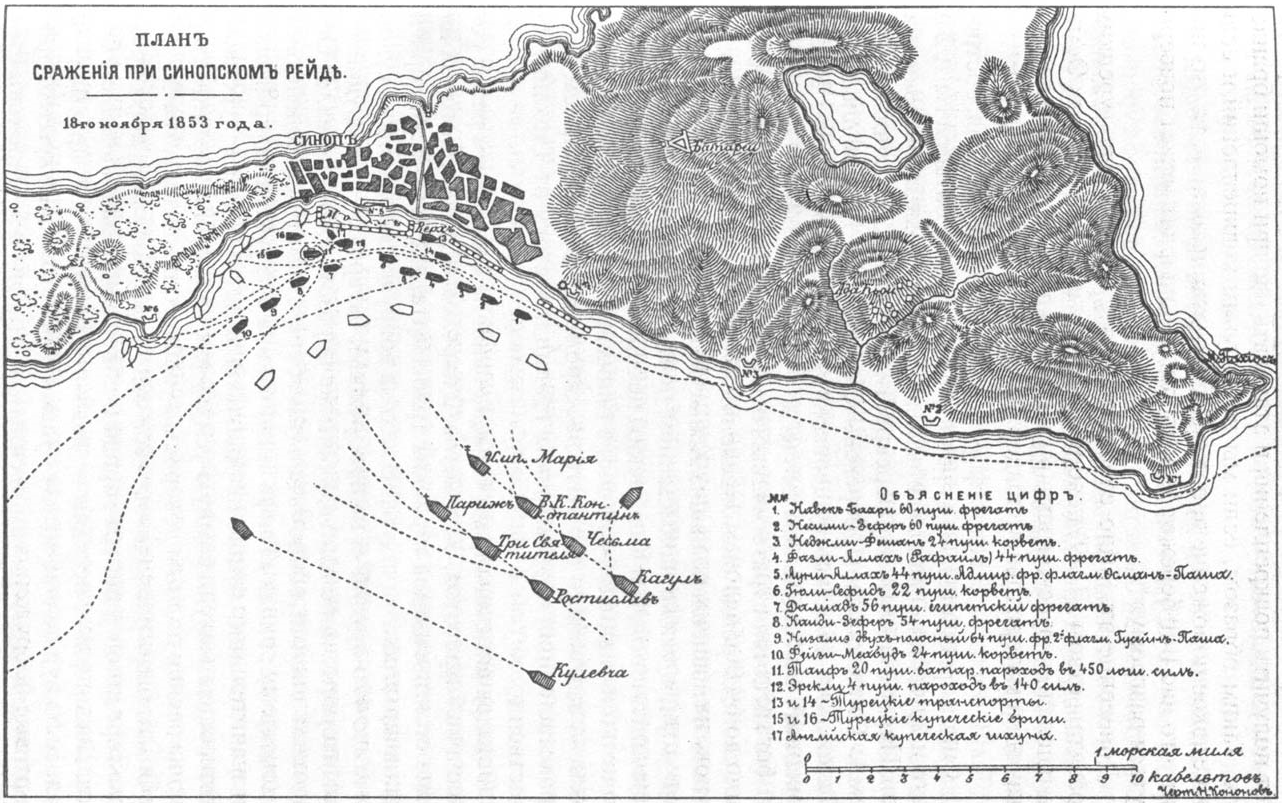
План Синопского сражения

Решено было атаковать 2 колоннами: в 1-й, ближайшей к неприятелю — линейные корабли отряда Нахимова, во 2-й — Новосильского, фрегаты же должны были, находясь под парусами, наблюдать за неприятельскими пароходами; консульские дома и вообще город решено было по возможности щадить, поражая лишь суда и батареи. Впервые предполагалось использовать 68-фунтовые бомбические орудия.
Утром 18 ноября (30 ноября) шёл дождь при порывистом ветре от OSO, самом неблагоприятном для завладения турецкими судами, т.к. они легко могли выброситься на берег.
В 9.30, держа гребные суда у бортов кораблей, эскадра направилась к рейду. В глубине бухты 7 турецких фрегатов и 3 корвета расположены были дугообразно под прикрытием 4 батарей (одна — 8-орудийная, 3 — по 6 орудий каждая); за боевой линией стояли 2 парохода и 2 транспортных судна.
В 12.30 после первого выстрела 44-пушечного фрегата «Аунни-Аллах» был открыт огонь со всех турецких судов и батарей.
Линейный корабль «Императрица Мария» был засыпан ядрами, большая часть его рангоута и стоячего такелажа перебита, у грот-мачты осталась нетронутой только одна ванта. Однако корабль безостановочно шёл вперёд и, действуя батальным огнём по неприятельским судам, отдал якорь против фрегата «Аунни-Аллах»; последний, не выдержав получасового обстрела, выбросился на берег. Тогда русский флагманский корабль обратил свой огонь исключительно на 44-пушечный фрегат «Фазли-Аллах», который скоро загорелся и также выбросился на берег. После этого орудия корабля «Императрица Мария» сосредоточились на батарее № 5.
Линейный корабль «Великий князь Константин», встав на якорь, открыл сильный огонь по батарее № 4 и 60-пушечным фрегатам «Навек-Бахри» и «Несими-Зефер»; первый был взорван через 20 минут после открытия огня, осыпав обломками и телами моряков батарею № 4, которая затем почти перестала действовать; второй был выброшен ветром на берег, когда у него оказалась перебита якорная цепь.
Линейный корабль «Чесма» своими выстрелами снёс батареи № 4 и № 3.
Линейный корабль «Париж», стоя на якоре, открыл батальный огонь по батарее № 5, корвету «Гюли-Сефид» (22-пуш.) и фрегату «Дамиад» (56-пуш.); затем, взорвав корвет и отбросив на берег фрегат, стал поражать фрегат «Низамие» (64-пуш.), фок- и бизань-мачты которого были сбиты, а самое судно сдрейфовало к берегу, где вскоре загорелось. Тогда «Париж» снова начал обстреливать батарею № 5.
Линейный корабль «Три Святителя» вступил в борьбу с фрегатами «Каиди-Зефер» (54-пуш.) и «Низамие»; первыми неприятельскими выстрелами у него перебило шпринг, и корабль, повернувшись по ветру, подвергся меткому продольному огню батареи № 6, причём сильно пострадал его рангоут. Снова заворотив корму, он очень удачно стал действовать по «Каиди-Зеферу» и другим судам и принудил их броситься к берегу.
Линейный корабль «Ростислав», прикрывая «Три Святителя», сосредоточил огонь на батарее № 6 и на корвете «Фейзе-Меабуд» (24-пуш.), и отбросил корвет на берег.

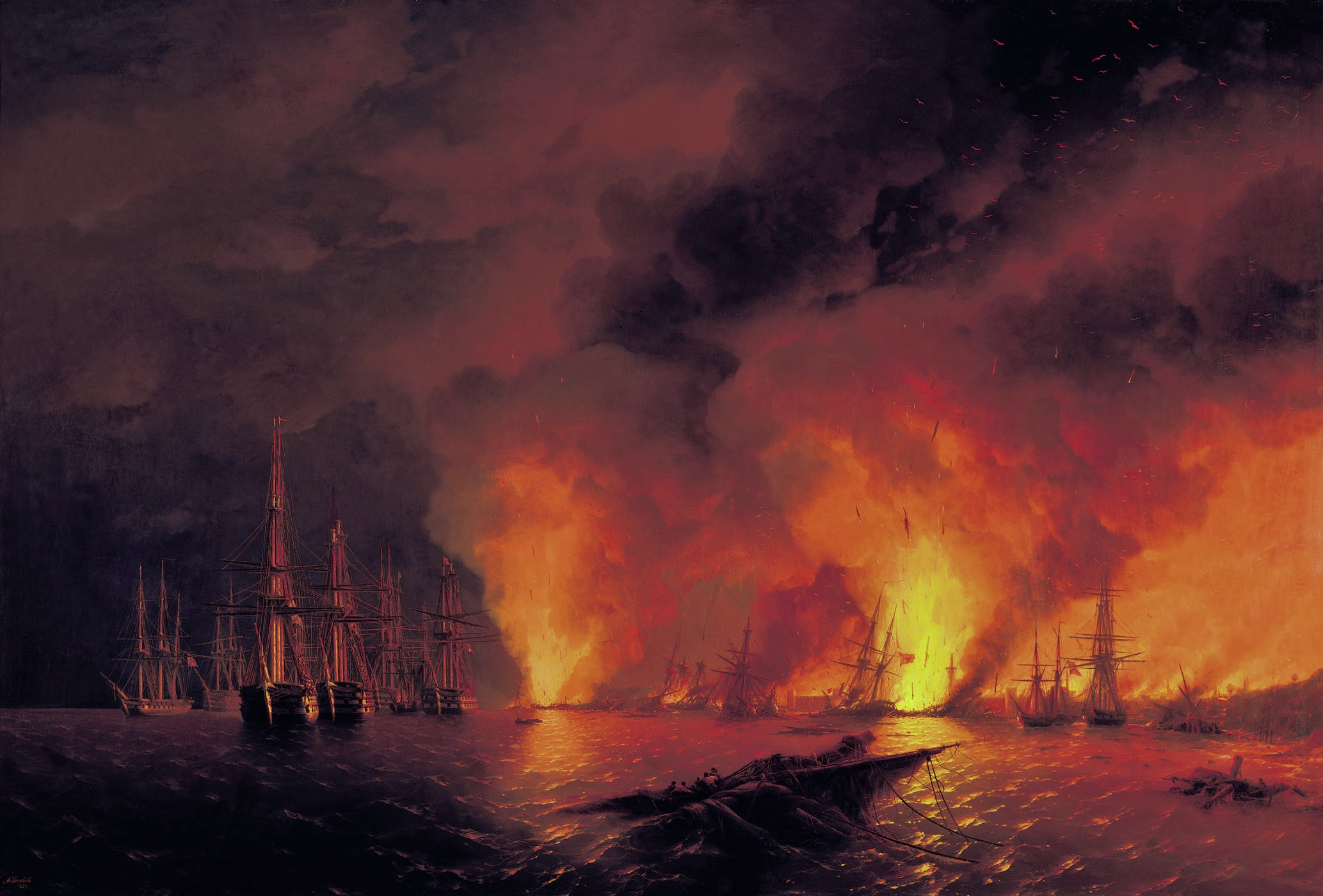
И. К. Айвазовский. «Синопский бой 18 ноября 1853 года (Ночь после боя)». 1853. Холст, масло. 220 × 331 см. Центральный военно-морской музей, Санкт-Петербург

В 13.30 показался из-за мыса русский пароходофрегат «Одесса» под флагом генерал-адъютанта вице-адмирала В. А. Корнилова, в сопровождении пароходофрегатов «Крым» и «Херсонес». Эти корабли немедленно приняли участие в бою, который, однако, уже близился к концу; силы турок очень ослабели. Батареи № 5 и № 6 продолжали беспокоить русские корабли до 4 часов, но «Париж» и «Ростислав» вскоре разрушили их. Между тем остальные турецкие суда, зажжённые, по-видимому, своими экипажами, взлетали на воздух один за другим; от этого в городе распространился пожар, который некому было тушить.
Около 14 часов турецкий 22-пушечный пароходофрегат «Таиф» («Tayf»), вооружение 2 - 10-дм бомбических, 4 - 42-фн., 16 - 24-фн. орудий, под командованием Яхья-бея (Yahya-bey), вырвался из линии турецких судов, терпевших жестокое поражение, и обратился в бегство. Пользуясь преимуществом в скорости хода «Таифа», Яхья-бей сумел уйти от преследующих его русских кораблей (фрегатов «Кагул» и «Кулевчи», затем пароходофрегатов отряда Корнилова) и сообщить в Стамбул о полном истреблении турецкой эскадры. Капитан Яхья-бей, ожидавший награду за спасение корабля, был уволен со службы с лишением чина за «недостойное поведение». Султан Абдул-Меджид был очень недоволен бегством «Таифа», сказав: «Я бы предпочёл, чтобы он не спасся бегством, а погиб в бою, как и остальные». По данным французского официального источника «Le Moniteur», корреспондент которого побывал на «Таифе» сразу после его возвращения в Стамбул, на пароходофрегате было 11 убитых и 17 раненых.
По другим источникам, пароходофрегат «Таиф» под командой британского капитана Слэда выскользнул из Синопской бухты в самом начале боя. Выйдя с рейда, «Таиф» наткнулся на фрегаты «Кагул» и «Кулевчи», которые бросились за ним в погоню. Около 14 часов «Таиф» встретился также с пароходофрегатами Корнилова, но смог уйти и от них. Корнилов же прибыл в Синопскую бухту около 16 часов, когда бой уже фактически закончился.

## Итоги сражения

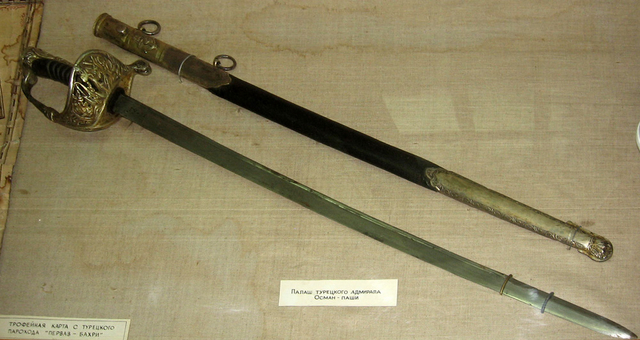
Палаш командующего турецкой эскадрой Осман-паши, который он отдал победителям (Музей Черноморского флота России в Севастополе)

В числе пленных находился командующий турецкой эскадрой вице-адмирал Осман-паша и 2 судовых командира.
По окончании сражения корабли русского флота начали исправлять повреждения в такелаже и рангоуте, а 20 ноября (2 декабря) снялись с якоря, чтобы на буксире пароходов следовать в Севастополь. За Синопским мысом эскадра встретила большую зыбь с северо-востока, так что пароходы принуждены были отдать буксиры. Ночью ветер крепчал, и суда направились дальше под парусами. 22-го ноября (4 декабря), около полудня, победоносные корабли вошли при общем ликовании на Севастопольский рейд.

## Боевой порядок

### Российская империя

#### Линейные корабли
- Великий князь Константин — 120 орудий
- Три святителя — 120 орудий
- Париж — 120 орудий (2-й флагман)
- Императрица Мария — 84 орудия (флагман)
- Чесма — 84 орудия
- Ростислав — 84 орудия

#### Фрегаты
- Кулевчи — 54 орудия
- Кагул — 44 орудия

#### Пароходофрегаты
- Одесса — 12 орудий
- Крым — 12 орудий
- Херсонес — 12 орудий

### Османская империя

#### Фрегаты
- Аунни-Аллах — 44 орудия (выбросился на берег)
- Фазли-Аллах  — 44 орудия (загорелся, выбросился на берег)
- Низамие — 62 орудия (выбросился на берег после потери двух мачт)
- Несими-Зефер — 60 орудий (выбросился на берег после того, как была перебита якорная цепь)
- Навек-Бахри — 58 орудий (взорвался)
- Дамиад (египетский) — 56 орудий (выбросился на берег)
- Каиди-Зефер — 54 орудия (выбросился на берег)

#### Корветы
- Нежм-Фишан — 24 орудия
- Фейзе-Меабуд — 24 орудия (выбросился на берег)
- Гюли-Сефид — 22 орудия (взорвался)

#### Пароходофрегат
- Таиф — 22 орудия (ушёл в Стамбул)

#### Пароход
- Эркиле — 2 орудия

## Данные об убитых и раненых с русской стороны
| Каких чинов    | Линейные корабли    | Линейные корабли | Линейные корабли           | Линейные корабли | Линейные корабли | Линейные корабли | Фрегаты   | Фрегаты | Пароход  | Итого |
| Каких чинов    | «Императрица Мария» | «Париж»          | «Великий Князь Константин» | «Три Святителя»  | «Чесма»          | «Ростислав»      | «Кулевчи» | «Кагул» | «Одесса» | Итого |
| -------------- | ------------------- | ---------------- | -------------------------- | ---------------- | ---------------- | ---------------- | --------- | ------- | -------- | ----- |
| Убитых:        |                     |                  |                            |                  |                  |                  |           |         |          |       |
| Обер-офицеров  |                     |                  | 1                          |                  |                  |                  |           |         |          | 1     |
| Унтер-офицеров |                     |                  |                            |                  |                  |                  |           |         | 1        | 1     |
| Матросов       | 16                  | 1                | 7                          | 7                |                  | 5                |           |         |          | 36    |
| Всего:         | 16                  | 1                | 8                          | 7                |                  | 5                |           |         | 1        | 38    |

## Награды
28 ноября 1853 года Высочайше повелено из государственного казначейства выдать годовые оклады жалования всем чинам, участвовавшим в Синопском сражении.
«Всемилостивейше пожалованы» кавалерами орденов
28 ноября 1853 года:
- Святого Георгия 2-й степени большого креста:
  - начальник 5-й Флотской дивизии вице-адмирал П. С. Нахимов[6]
- Святого Владимира 2-й степени:
  - начальник штаба Черноморского флота и портов вице-адмирал В. А. Корнилов[7]
- Святого Георгия 3-й степени:
  - командующий 4-й флотской дивизией контр-адмирал Ф. М. Новосильский
- Святого Владимира 3-й степени:
  - командир 1-й бригады 4-й флотской дивизии контр-адмирал А. И. Панфилов
  - командир 32-го флотского экипажа и корабля «Три Святителя» капитан 1-го ранга К. С. Кутров
- Святой Анны 2-й степени:
  - командир парохода «Крым» капитан 1-го ранга П. Д. Протопопов[8]
- Золотые кресты на Георгиевских лентах[5]:
  - иеромонахам Георгиевского Балаклавского монастыря: Ионникию, Кириллу, Вениамину, Иову, Никандру и Весариону — «за примерное благочестие с которым ободряли раненых на кораблях»

23 декабря 1853 года:
- Святого Владимира 3-й степени[9]:
  - контр-адмирал А. Д. Кузнецов[10]
- Святого Владимира 4-й степени с бантом[9]:
  - старший адъютант Штаба 5-й флотской дивизии, состоящий по флоту капитан-лейтенант Ф. Х. Острено
  - капитан-лейтенант 35-го флотского экипажа  князь В. И. Барятинский

лейтенанты флотских экипажей:
- 30-го: А. П. Львов (пароход «Херсонес»)
- 31-го: М. С. Шемякин (корабль «Чесма») и О. П. Пузино (старший офицер парохода «Крым»)
- 32-го: князь П. П. Максутов и А. С. Стройников (корабль «Париж»), И. И. Федорович, В. А. Леонов, М. Ф. Тучапский и А. А. Шмаков (корабль «Три Святителя»); А. Д. Палеолог (корабль «Ростислав»)
- 33-го: М. П. Шварц и М. Ф. Белкин (корабль «Чесма»)
- 34-го: Н. П. Белавенец (корабль «Париж»)
- 35-го: П. М. Никитин и А. З. Талаев (корабль «Париж»); Н. Н. Кузьмин-Караваев (пароход «Одесса»)
- 36-го: Д. Д. Шафранов, П. Н. Языков и Н. А. Колокольцев (корабль «Ростислав»)
- 37-го: Д. И. Бутаков (корабль «Императрица Мария»)
- 40-го: П. А. Прокофьев, И. И. Савельев  и князь Н. В. Ширинский-Шихматов (корабль «Императрица Мария»)
- лейтенанты 41-го: С. И. Скаловский, Н. И. Гавришев, Е. Г. Банков и Д. И. Чайковский (корабль «Великий князь Константин»); А. П. Жандр (пароход «Одесса»)

- состоящий по флоту лейтенант В. И. Бурхановский
- капитаны корпуса морской артиллерии Е. П. Драгичевич-Никишич, П. И. Лосев и А. А. Попов
- капитан корпуса флотских штурманов на С. А. Родионов (корабле «Париж»)

- Святой Анны 2-й степени с императорской короной:
  - полковник корпуса морской артиллерии И. А. Дефабр (старший артиллерийский офицер на корабле «Париж»)[9]
  - дивизионный доктор 5-й флотской дивизии, штаб-лекарь, коллежский советник Ф. В. Земан (корабль «Императрица Мария»)[11]
- Святой Анны 2-й степени[11]:
  - дивизионный доктор 4-й флотской дивизии, штаб-лекарь, коллежский советник И. О. Смоленский
- Святой Анны 3-й степени с бантом[9]:

лейтенанты флотских экипажей:
- 29-го: М. П. Новосильский (корабль «Париж») и Д. С. Акимов (пароход «Крым»)
- 30-го: К. Я. Шкот (фрегат «Кагул»)
- 32-го: П. А. Зузин,  Ф. Ф. Нарбут (корабль «Три Святителя») и И. Н. Варницкий (фрегат «Кулевчи»)
- 33-го: А. П. Обезьянинов и А. С. Эсмонт (корабль «Чесма»); П. Н. Гусев (корабль «Ростислав»)
- 34-го: Т. А. Сиренко (корабль «Ростислав»)
- 35-го: Н. Г. Ребиндер, М. Д. Головнин и П. И. Лесли (корабль «Париж»); Д. М. Перфильев (фрегат «Кагул»), А. А. Корнилов (пароход «Одесса»)
- 36-го: В. П. Жданов и Н. Н. Лутовинов (корабль «Ростислав»)
- 37-го: А. Ф. Фельдгаузен (корабль «Императрица Мария»)
- 40-го: П. Н. Зубов, барон Л. Л. Раден и Н. П. Чистяков (корабль «Императрица Мария»)
- 41-го: В. Ф. Артюков, М. Н. Кумани,  И. Ф. Потёмкин и А. К. Сталь (корабль «Великий князь Константин»)
- 42-го: П. М. Костырев (корабль «Императрица Мария») и С. А. Тверитинов (пароход «Одесса»)
- 44-го: Д. С. Стамати-Михайли (фрегат «Кулевчи»)

- (ныне) адъютант 1-й бригады 4-й флотской дивизии, состоящий по флоту Н. А. Бирилёв (ранее лейтенант на пароходе «Крым»)
- поручик корпуса морской артиллерии П. И. Антипенко (корабль «Ростислав»)
- капитан корпуса флотских штурманов С. А. Родионов (корабль «Париж»)
- штабс-капитаны корпуса флотских штурманов Н. Черкасов (корабль «Чесма») и У. М. Семёнов
- поручики корпуса флотских штурманов Г. А. Кутитонский (старший штурман на корабле «Париж»), С. П. Максимов (корабль «Три святителя») и П. М. Уваров (фрегат «Кулевчи»)
- подпоручик корпуса флотских штурманов П. Е. Плонский (корабль «Императрица Мария»)

- Святой Анны 3-й степени[11]: 
  - старший врач 41-го флотского экипажа надворный советник В. И. Павловский (пароход «Одесса»)
  - старший врач 42-го флотского экипажа надворный советник А. Г. Белоусов (корабль «Ростислав»)
  - старший врач 44-го флотского экипажа надворный советник A. И. Фортман Фортман, Франц Иванович(фрегат «Кулевчи»)
  - младший врач-лекарь 32-го флотского экипажа Л. И. Рейниш (корабль «Три святителя»)
  - младший врач-лекарь 33-го флотского экипажа Ф. И. Зброжек (корабле «Чесма»)
  - младший врач-лекарь 40-го флотского экипажа титулярный советник И. С. Онопреенко-Шелковой (корабль «Три святителя»)
- Святой Анны 4-й степени с надписью «За храбрость»[11]:

лейтенанты флотских экипажей:
- 23-го: В. И. Рыков (фрегат «Кагул»)
- 26-го: Г. Н. Забудский (фрегат «Кулевчи»)
- 31-го: А. Д. Сатин (корабль «Три святителя»)
- 32-го: Н. П. Протопопов и И. И. Рудаков (корабль «Три Святителя»)
- 33-го: Д. И. Викорст, Ф. Н. Кумани, М. Д. Палеолог, Я. П. Сидоров и А. Ф. Чагин (корабль «Чесма»)
- 34-го: Л. И. Батьянов (пароход «Одесса»)
- 35-го: В. Д. Гедеонов, Н. И. Ильин и И. Я. Хоменко (корабль «Париж»)
- 36-го: А. В. Житков, П. И. Степанов и Е. А. Чернявский (корабль «Ростислав»)
- 38-го: М. А. Шевяков (пароход «Одесса»)
- 39-го: Р. К. Альтман (пароход «Херсонес»)
- 40-го: А. И. Вальд и М. А. Усов (корабль «Императрица Мария»)
- 42-го: А. В. Годзевич (корабль «Великий князь Константин») и И. М. Манто (корабль «Императрица Мария»)
- 43-го: Н. С. Плакса (пароход «Одесса»)
- 44-го: И. Н. Варницкий, А. И. Долгов и Г. Н. Челеев (фрегат «Кулевчи»)
- 45-го: Д. Е. Козловский (пароход «Одесса»)

- поручик корпуса морской артиллерии Е. А. Никора-Ясинский (корабль «Императрица Мария»)
- подпоручики корпуса морской артиллерии Н. М. Крыжановский (корабль «Три святителя») и А. Т. Зенников (пароход «Херсонес»)
- прапорщик корпуса морской артиллерии Е. В. Шум (корабль «Чесма»)
- прапорщики корпуса флотских штурманов: Л. Е. Бао (корабль «Три святителя»), И. С. Вранцов (корабль «Чесма»), Е. Н. Иванов (корабль «Ростислав»), М. И. Канищев (корабль «Императрица Мария») и С. А. Тарышкин (пароход «Одесса»)

20 января 1854 года:
- Святого Владимира 4-й степени с бантом
  - капитан 2-го ранга 41-го флотского экипажа М. М. Коцебу (корабль «Париж»)
  - капитан 2-го ранга 41-го флотского экипажа М. А. Перелешин (корабль «Великий князь Константин»)
  - капитан 2-го ранга 35-го флотского экипажа П. А. Перелешин (старший офицер на корабле «Париж»)
  - капитан-лейтенант 31-го флотского экипажа П. И. Куприянов (старший офицер корабля «Чесма»)
  - капитан-лейтенант 32-го флотского экипажа И. Н. Кондогури (старший офицер линейного корабля «Три Святителя»)
  - капитан-лейтенант 36-го флотского экипажа  Н. Ф. Гусаков (старший офицер корабля «Ростислав»)
  - лейтенант 35-го флотского экипажа Д. М. Перфильев (фрегат «Кагул»)
  - лейтенант 44-го флотского экипажа Д. С. Стамати-Михайли (фрегат «Кулевчи»)

«Всемилостивейше пожалован»
20 января 1854 года:
- Золотой саблей  с надписью «За храбрость»
  - лейтенант 26-го флотского экипажа Н. Сколков (пароход «Крым»)

Высочайшим приказом от 28 ноября 1853 года произведены:
- в контр-адмиралы:
  - командующий 36-м флотским экипажем и командир линейного корабля «Ростислав» А. Д. Кузнецов
  - командующий 35-м флотским экипажем и командир линейного корабля «Париж» В. И. Истомин
- в капитаны 1-го ранга:
  - командующий 41-м флотским экипажем и командир линейного корабля «Великий князь Константин» Л. А. Ергомышев
  - командующий 40-м флотским экипажем и командир линейного корабля «Императрица Мария» П. И. Барановский
- в капитаны 2-го ранга:
  - командир фрегата «Кагул» А. П. Спицын
  - командир фрегата «Кулевчи» Л. И. Будищев
  - командир пароходофрегата «Одесса» Ф. С. Керн
  - командир пароходофрегата «Херсонес» К. К. Штофреген
- в капитан-лейтенанты:
  - старший адъютант Штаба 5-й флотской дивизии лейтенант Ф. Х. Острено
- в полковники:
  - адъютант начальника Главного Морского Штаба Е. И. В., подполковник корпуса морских штурманов И. Г. Сколков с назначением флигель-адъютантом к Его Императорскому Величеству

Высочайшим приказом от 18 декабря 1853 года произведены:
- в вице-адмиралы:
  - командующий 4-й флотской дивизией контр-адмирал Ф. М. Новосильский с утверждением начальником этой дивизии
- в капитаны 1-го ранга:
  - командир 33-го флотского экипажа и командир линейного корабля «Чесма» капитан 2-го ранга В. М. Микрюков
- в капитан-лейтенанты:
  - лейтенант 36-го флотского экипажа (старший офицер линейного корабля «Ростислав») Н. Ф. Гусаков
  - лейтенант 32-го флотского экипажа (старший офицер линейного корабля «Три Святителя») И. Н. Кондогури
  - лейтенант 35-го флотского экипажа (старший офицер линейного корабля «Париж») Н. П. Макухин
  - лейтенант 31-го флотского экипажа (старший офицер линейного корабля «Чесма») П. И. Куприянов
  - лейтенант 38-го флотского экипажа (старший офицер парохода «Крым»), граф Э. В. Наленч-Рачинский
- в лейтенанты:

мичманы флотских экипажей:
- 29-го: Д. С. Акимов и С. А. Конаржевский (пароход «Крым»); М. П. Новосильский (корабль «Париж»); А. П. Обезьянинов и М. Д. Палеолог (корабль «Чесма»)
- 30-го: В. В. Богданович и К. Я. Шкот (фрегат «Кагул»)
- 31-го: А. Д. Сатин (корабль «Три святителя») и В. М. Шамшев (фрегат «Кагул»)
- 32-го: П. А. Зузин,  Ф. Ф. Нарбут, Н. П. Протопопов и И. И. Рудаков (корабль «Три Святителя»); И. Н. Варницкий (фрегат «Кулевчи»)
- 33-го: Д. И. Викорст, Ф. Н. Кумани, Я. П. Сидоров и А. Ф. Чагин (корабль «Чесма»); В. Д. Гедеонов (корабль «Париж»)
- 34-го: Л. И. Батьянов (пароход «Одесса») и Т. А. Сиренко (корабль «Ростислав»)
- 35-го: М. Д. Головнин, Н. И. Ильин, П. И. Лесли, Н. Г. Ребиндер и И. Я. Хоменко (корабль «Париж»); Н. В. Захарьин (фрегат «Кагул»)
- 36-го: В. П. Жданов, А. В. Житков, Н. А. Колокольцев, Н. Н. Лутовинов, П. И. Степанов и Е. А. Чернявский (корабль «Ростислав»)
- 37-го: А. Ф. Фельдгаузен (корабль «Императрица Мария»)
- 38-го: А. А. Корнилов (пароход «Одесса»)
- 39-го: Р. К. Альтман и  А. Г. Польской (пароход «Херсонес»)
- 40-го: А. И. Вальд, П. Н. Зубов, барон Л. Л. Раден, М. А. Усов и Н. П. Чистяков (корабль «Императрица Мария»)
- 41-го: В. Ф. Артюков, М. Н. Кумани,  И. Ф. Потёмкин и А. К. Сталь (корабль «Великий князь Константин»)
- 42-го: А. В. Годзевич (корабль «Великий князь Константин»), П. М. Костырев и И. М. Манто (корабль «Императрица Мария»)
- 44-го: А. И. Долгов, К. К. Панютин и Г. Н. Челеев (фрегат «Кулевчи»)

- в подполковники:
  - капитан корпуса флотских штурманов А. П. Аронов (корабль «Великий князь Константин»)
  - капитан корпуса флотских штурманов И. М. Некрасов (корабль «Императрица Мария»)
  - капитан корпуса морской артиллерии Я. А. Морозов (корабль «Императрица Мария»)
- в капитаны:
  - штаб-капитан корпуса флотских штурманов С. А. Родионов (корабль «Париж»)
  - штаб-капитан корпуса морской артиллерии Н. К. Станиславский (корабль «Великий князь Константин»)
- в поручики:
  - подпоручик корпуса морской артиллерии В. Л. Григорович
- в подпоручики:
  - прапорщики корпуса флотских штурманов Ф. С. Васильев и И. Захаров (корабль «Париж»), П. Е. Плонский (корабль «Императрица Мария»)
  - прапорщики корпуса морской артиллерии Р. С. Лосев (корабль «Париж»), Я. И. Годзиковский (корабль «Великий князь Константин»), С. П. Рыбаков (корабль «Императрица Мария»)
- в прапорщики:
  - кондукторы Алексеев, Добровольский, Звягин, Мерный и Острено
- в мичманы:
  - квартермейстер 40-го флотского экипажа князь Ширинский-Шихматов с увольнением от службы

Высочайшим приказом от 7 января 1854 года произведены (со старшинством  с 18 ноября)
- в капитаны 2-го ранга:
  - капитан-лейтенант 41-го флотского экипажа М. М. Коцебу (корабль «Париж»)
  - капитан-лейтенант 41-го флотского экипажа М. А. Перелешин (корабль «Великий князь Константин»)
  - капитан-лейтенант 35-го флотского экипажа П. А. Перелешин (старший офицер на корабле «Париж»)

Высочайшим приказом от 3 февраля 1854 года произведены (со старшинством  с 18 ноября)
- в капитан-лейтенанты:
  - старший адъютант Штаба 4-й флотской дивизии, состоящий по флоту лейтенант В. И. Бурхановский

## День воинской славы
Федеральный закон от 13 марта 1995 года № 32-ФЗ «О днях воинской славы и памятных датах России» установил день воинской славы 1 декабря — День победы русской эскадры под командованием П. С. Нахимова над турецкой эскадрой у мыса Синоп (1853 год). В действительности сражение произошло 18 (30) ноября 1853 года; дата 1 декабря ошибочна и не соответствует общепринятой в научном мире хронологии.

## Память

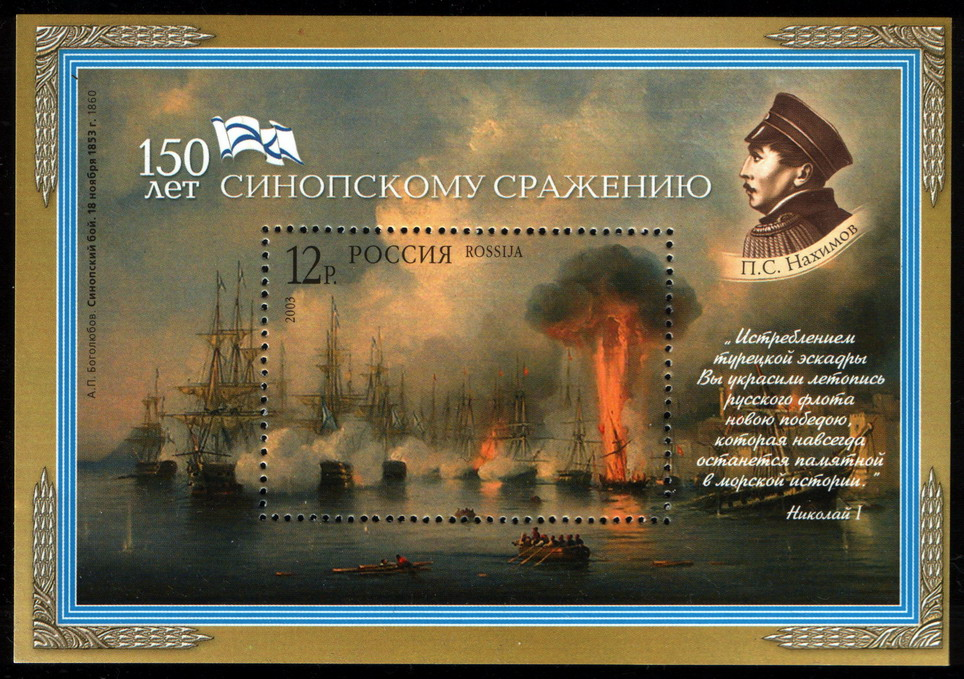
Почтовый блок России, посвящённый 150-летию Синопского сражения, 2003, 12 рублей (ИТЦ 896, Скотт 6800)

15 декабря 1952 года к 100-летию Синопского сражения Калашниковская набережная Санкт-Петербурга была переименована в Синопскую набережную.

## В культуре
- Анатолий Брусникин. Беллона

## Комментарии
1. ↑  Утверждение, что это было первое сражение Крымской войны, неверно: 5 (17) ноября, то есть за 13 дней до Синопского сражения, произошёл бой между русским пароходофрегатом « Владимир» (в тот момент на нём находился вице-адмирал В. А. Корнилов) и турецким вооружённым пароходом «Перваз-Бахри» (Владыка морей). Трёхчасовой бой кончился сдачей турецкого парохода в плен (Золотарев В. А. Три столетия Российского флота. XIX — начало XX века. М., АСТ; СПб, Полигон; 2004 г. Стр. 309—310).